# Маргарита Феррон

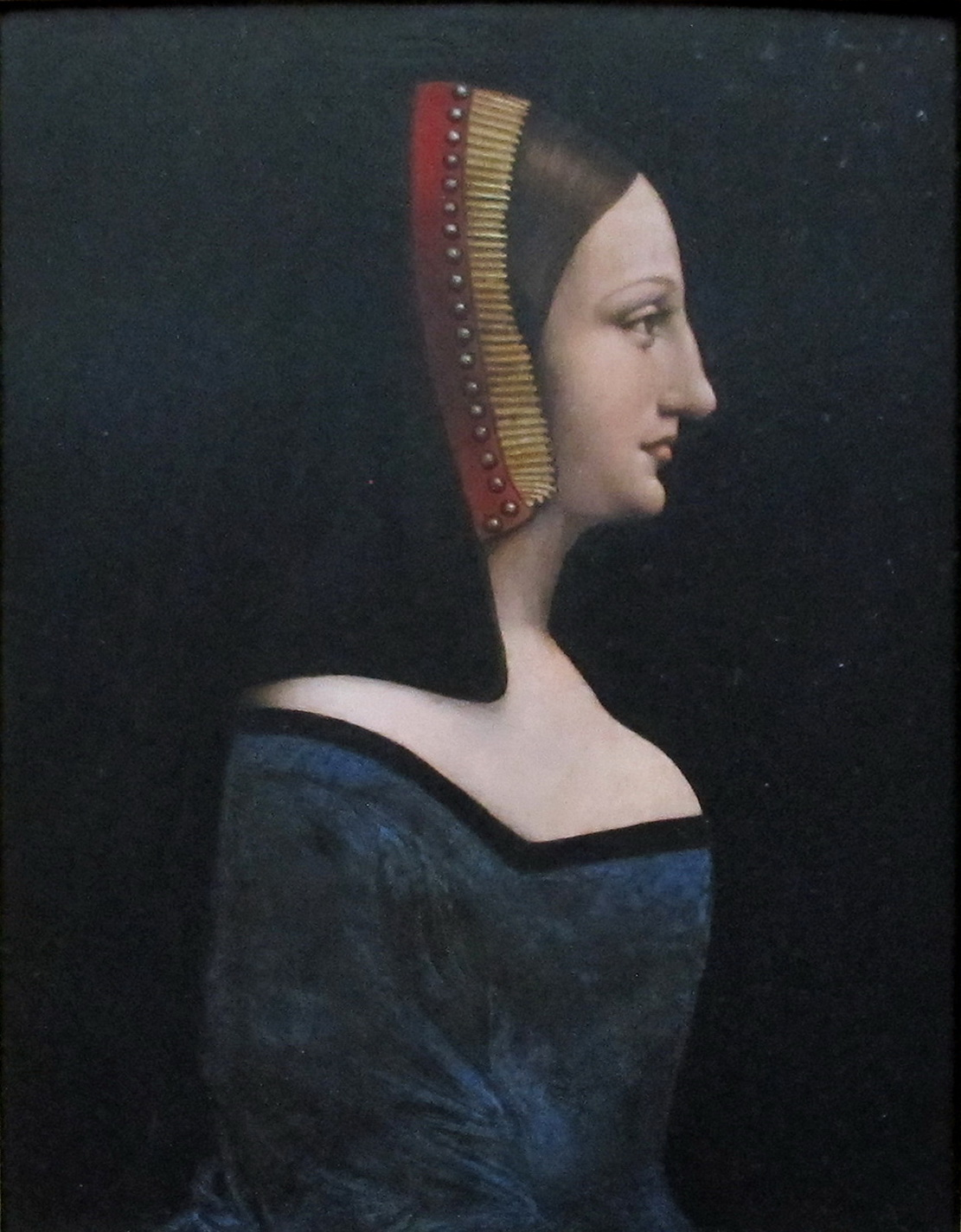
Неизвестный художник XVI века (мастерская Леонардо да Винчи). «Прекрасная Ферроньера» (первая), Лувр, инв. 786

Маргарита (?) Феррон по прозвищу Прекрасная Ферроньера (La belle ferronnière) — французская горожанка, якобы бывшая любовницей короля Франциска I, муж которой из мести заразил короля сифилисом. Упоминания о ней в надежных источниках не встречается.

## Портрет

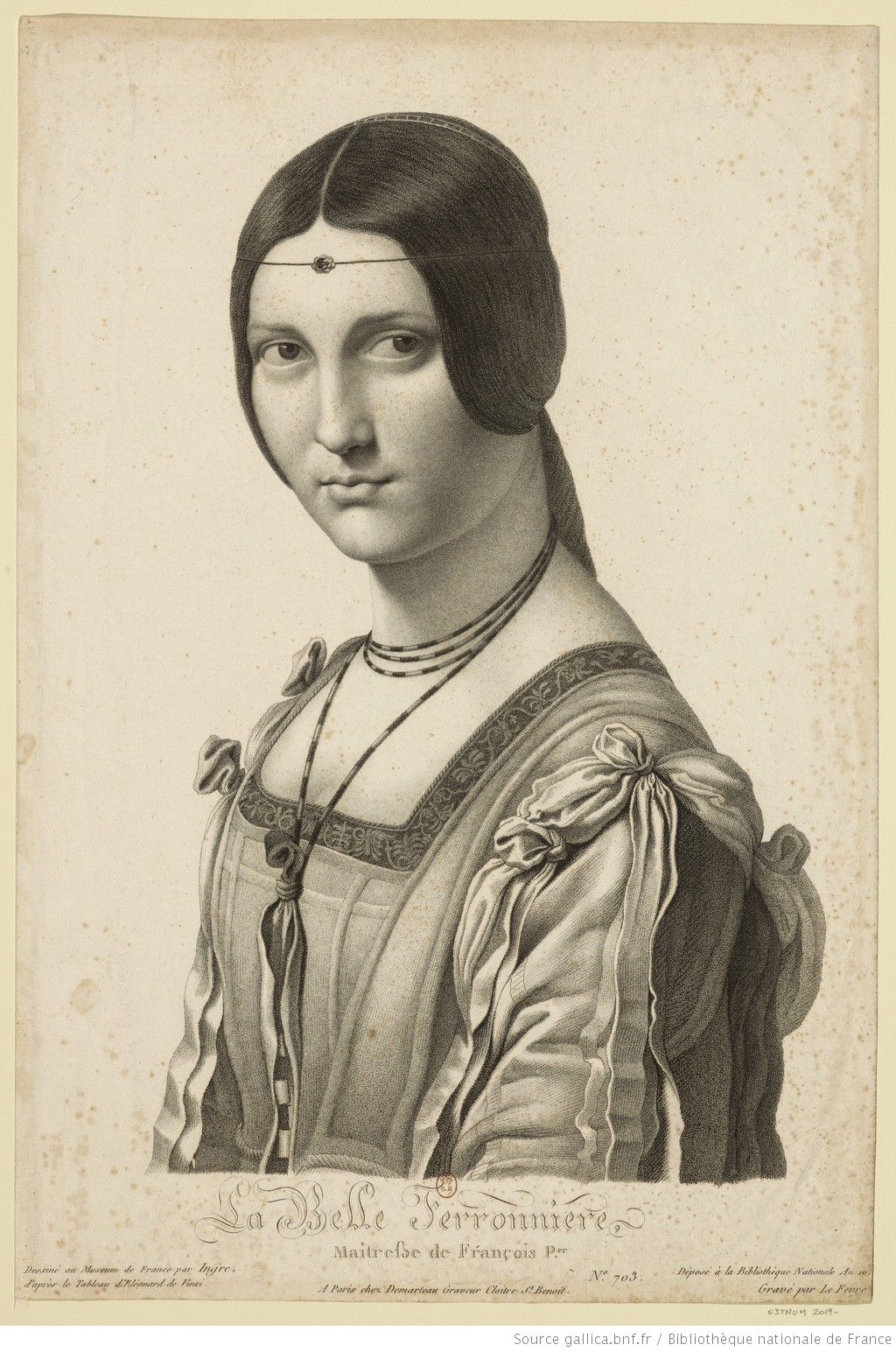
Гравюра 1802 года по рисунку Энгра с надписью «Прекрасная Ферроньера». Это название так и закрепилось именно за этой картиной

Во французских королевских коллекциях издавна хранится работа неизвестного художника ломбардской школы (мастерская Леонардо да Винчи), изображающий женщину в профиль, наряженную при этом по французской моде. Считалось, что эта картина изображает любовницу короля Франциска I (покровителя Леонардо да Винчи), по прозвищу «Прекрасная Ферроньера». В XIX веке художник Энгр, делая гравюры с картин в Лувре, перепутал эту картину с настоящим портретом кисти Леонардо (изображающим женщину в красном платье и с фероньеркой во лбу), ошибочно связав её с легендой о любовнице, и сделал неправильную подпись. Специалисты немедленно указали ему на эту ошибку, однако название так и закрепилось.

## Имя
Откуда взялось имя «Ферроньера» — является загадкой.
Буквально оно означает, что это была жена или дочь торговца скобяными изделиями — ferronnier'а (то есть она — «жестянщица»), от мужской формы ferronnier, которая происходит от слова ferronnerie, в Средние века значившего «торговля скобяным товаром», «мелкий скобяной товар», а позже получившего дополнительные значения: «украшения и художественные изделия из железа» и даже «металлоконструкции» — производное от ferron — «кузнец».

## Французская легенда
В подписи к гравированному (вымышленному) портрету из Альбома Луи-Филиппа указано, что её звали Маргарита, а Жан Феррон был её отцом. Видимо, эта любовница является полностью выдуманным персонажем. По крайней мере, серьёзные историки XX—XXI веков вообще о ней не пишут.

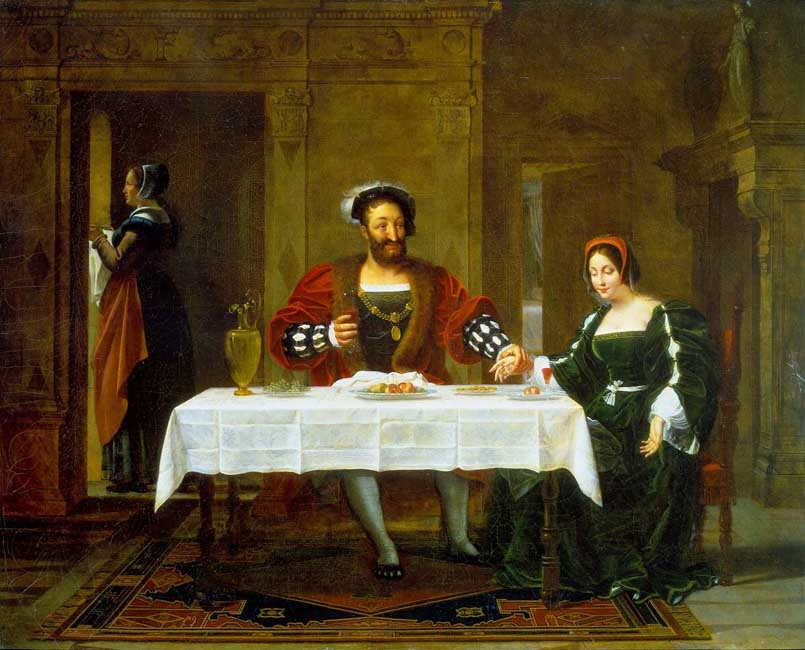
В 1810 году на парижском Салоне художник Александр Менжо представил картину «Король Франциск и Ферроньера». Костюм женщины основан на профильном портрете из Лувра

Ги Бретон в «Историях любви в истории Франции» (1954-65) пересказывает сообщение врача Луи Гюйона (ок 1527—1617, fr), видимо, древнейшее на тему: «Великий король Франциск I домогался жены одного парижского адвоката, женщины очень красивой и любезной, имя которой не хочу называть, потому что у неё остались дети. Придворные и разные сводники уверяли короля, что он может заполучить её, используя свою королевскую власть. Долго противившийся муж, наконец, позволил жене подчиниться воле короля, а чтобы не мешать своим присутствием, сделал вид, что дней на восемь-десять уезжает по делам, хотя тайно остался в Париже и стал усердно посещать бордели. Там он намеревался подцепить дурную болезнь, передать её жене, которая затем наградит ею короля. Очень быстро он нашел, что искал, и передал это жене, а та — королю. Король же одарил болезнью всех женщин, с которыми развлекался, и никогда от неё не избавился. Всю оставшуюся жизнь король был недужным, несчастным, угрюмым и нелюдимым».
Бретон, основываясь на имеющейся у него литературе, называет её: «дама, имя которой Гюйон не хотел называть, была женой адвоката Жана Ферона, и все звали её Прекрасной Фероньеркой. Она была изящна, соблазнительна, элегантна. У неё были длинные черные волосы, выразительные синие глаза, красивейшие в мире ноги. В центре лба у неё красовалось украшение, прикрепленное шелковым шнурком, и эта необычная деталь лишь добавляла ей привлекательности. У этой новой моды, введенной ею, была своя предыстория, связанная с её первой встречей с королем: когда Франциск приказал привести её во дворец к как-то слишком уж быстро потащил в постель, дама была так возмущена, что одна из жил у неё на лбу лопнула. Впрочем, женский пол слаб… Через час она уже стала любовницей короля, а на другой день очень ловко спрятала, кровавый подтек с помощью указанного украшения на шнурке)». Бретон ссылается также на сообщение в журнале Revue des Deux Mondes, 1883.
Эта легенда, вторая часть которой явно придумана при взгляде на портрет кисти Леонардо да Винчи, имеет привкус популярных в эпоху романтизма историй о мести простого человека монарху (ср. с историей о Трибуле, дочь которого по Гюго соблазнил тот же король Франциск). Король действительно умер от сифилиса, но подхватил его ранее, при других обстоятельствах, как следует из записок его матери.

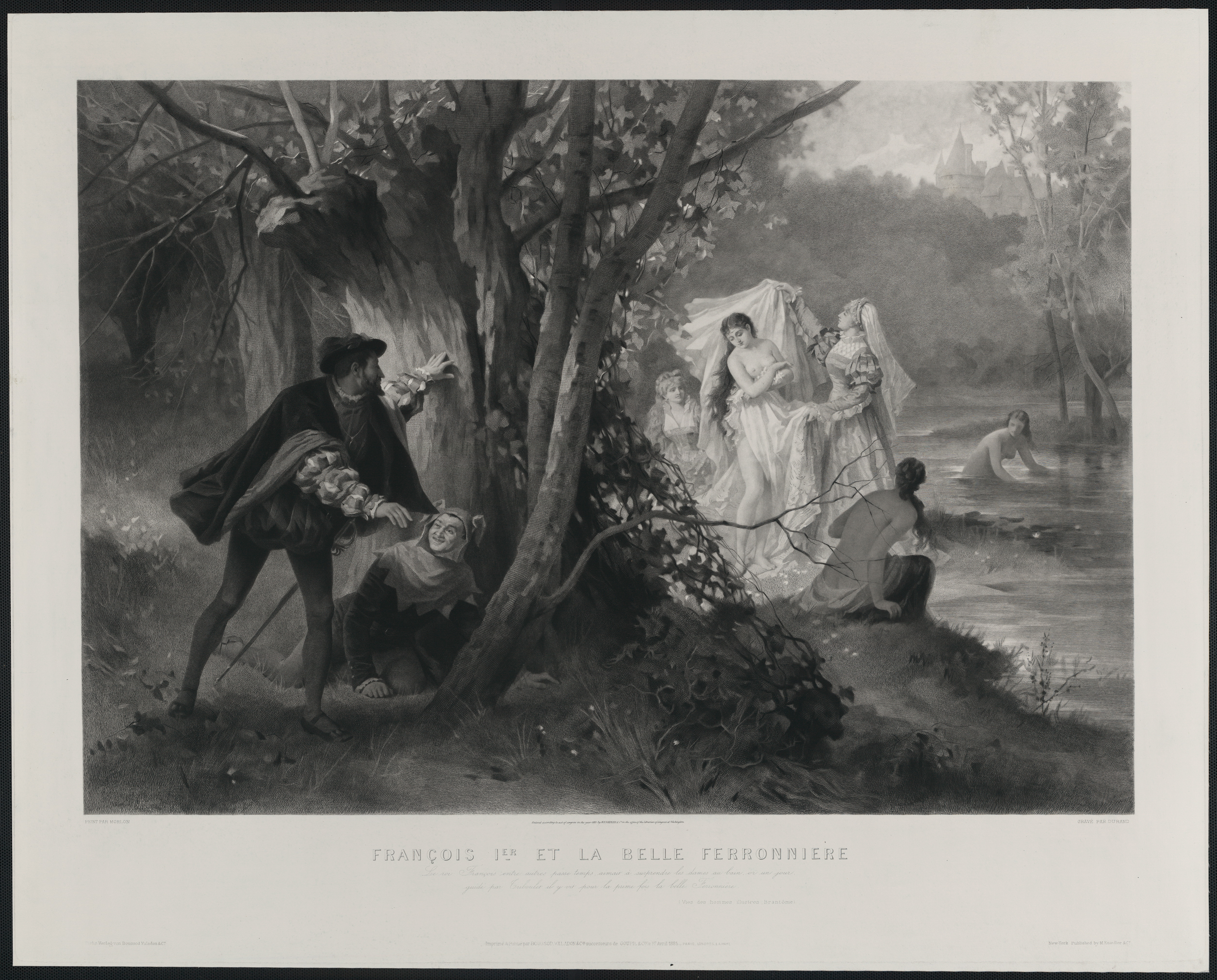
Морлон-Дюран. «Король Франциск, подсматривающий за купающейся Ферроньерой». XIX век

В словаре Grand dictionnaire universel du XIXe siècle 1875 года о Ферроньере сообщается: «Одна из любовниц Франциска I, о которой мы имеем только противоречивую информацию. Согласно общему мнению, она была испанкой и приехала во Францию вместе с группой бродяг и шарлатанов, которые сопровождали короля по возвращении из плена. Жена богатого металлурга или буржуа по имени Феррон, она была соблазнена королем. В то время её муж, мстя, нарочно заразился вирусом болезни, так что его неверная жена передала её по незнанию монарху. Таково было происхождение позорной болезни, которая поразила Франциска, и которой он страдал до самой смерти. В любом случае, существование этой фаворитки не может быть подвергнуто сомнению, но детали, которые касаются её, быть может отчасти подлинные, не имеют достаточно надежного подтверждения». Там же приведено стихотворное четверостишие-эпитафия этой Ферроньере из неизвестного источника.
Словарь 1845 года в статье, подписанной Камиллой Буден, сообщает, что Жан Феррон женился на этой кастильской авантюристке в 1538 или в 1539 году, а также, что её ласкательным прозвищем было Ferrète. Дом, где жил Жан Феррон, будто бы стоял на rue Barbette напротив Отеля Нотр-Дам и был снесен «только несколько лет назад». Легенда в нём изложена так: «Жан Феррон любил свою жену последней страстью старика: поэтому он задумал и совершил ужасную месть, которую нельзя оправдать самой законной ревностью. Франция, особенно город Париж, была в то время в тисках позорной болезни, которая после ужасной боли приводила к почти неизбежной смерти. Некоторые шарлатаны уверяли, что могут её вылечить; но их обещания были обманчивы, как их искусство. В 1559 году смертность стала настолько ужасающей, что едва ли находили время похоронить мертвых. Церкви были заполнены трупами, принадлежащими людям высшего звания и духовенству. (…) Жан Феррон, мудрый старый буржуа, добровольно заразился этим гнусным и смертельным ядом, который вскоре потек в жилах его молодой и прекрасной спутницы жизни, и через неё добрался до короля, который, несмотря на все заботы и усилия, умер от этого через восемь лет, 51 марта 1547 года, после невыносимых страданий. Ферроньера умерла несколькими годами ранее от сильной боли, которая не смягчалась одним воспоминаниями о короле. В час смерти она все ещё призывала своего прекрасного лучника, потому что именно в этом облике он впервые явился ей. Она уступила, нежная Ферроньера, не имевшая ни амбиций, ни желания желаний власти; она не просила ни земли, ни титулов, и умерла за то, что слишком любила (…) Говорят, что Жан Феррон присутствовал при последних моментах жизни своей жены и все ещё проклинал её. Одни говорят, что, устав от жизни, он отравился опиумом; другие, что это страшилище, чье угрюмое лицо сияло жестокой радостью, прошел в толпе за гробом короля, а затем пошел на могилу своей супруги в монастыре Saint-Maur, своем приходе, и закололся над нею».
Е. Байли в 1905 году пишет, что персонаж взят из рассказа королевы Наваррской.

## В культуре
В XIX веке Альбер Бланке (Albert Blanquet) сочинил роман об этой любовной истории; тогда же был сочинен романс (Marquerie Auguste / Parolier Drapper Victor); и кадриль для фортепьяно (Bosisio).